# عملکرد انتخاب واسون

هر کارت یک عدد در یک طرف و یک تکه رنگ در طرف دیگر دارد. کدام کارت یا کارت‌ها را باید برگردانید تا این ایده آزمایش شود که اگر یک کارت یک عدد زوج را در یک صورت نشان دهد، پس چهره مقابل آن قرمز است؟

عملکرد انتخاب واسون (انگلیسی: Wason selection task) یک پازل منطقی است که توسط پیتر کاتکارت واسون در سال ۱۹۶۶ طراحی شد. این پازل یکی از مشهورترین کارها در مطالعه استدلال استنتاجی است. نمونه ای از پازل این است:
مجموعه ای از چهار کارت به شما نشان داده می‌شود که روی یک میز قرار گرفته‌اند، که هر کدام دارای یک عدد در یک طرف و یک تکه رنگی در طرف دیگر است. چهره قابل مشاهده کارت‌ها ۳، ۸، قرمز و قهوه ای را نشان می‌دهد. کدام کارت(ها) را باید برگردانید تا صحت این گزاره را بیازمایید که اگر کارتی در یک صورت عدد زوج را نشان دهد، وجه مقابل آن قرمز است؟